# Pemecutan Kaja
Pemecutan Kaja is een bestuurslaag in het regentschap Denpasar van de provincie Bali, Indonesië. Pemecutan Kaja telt 38.379 inwoners (volkstelling 2010).